# مخلفات خضراء

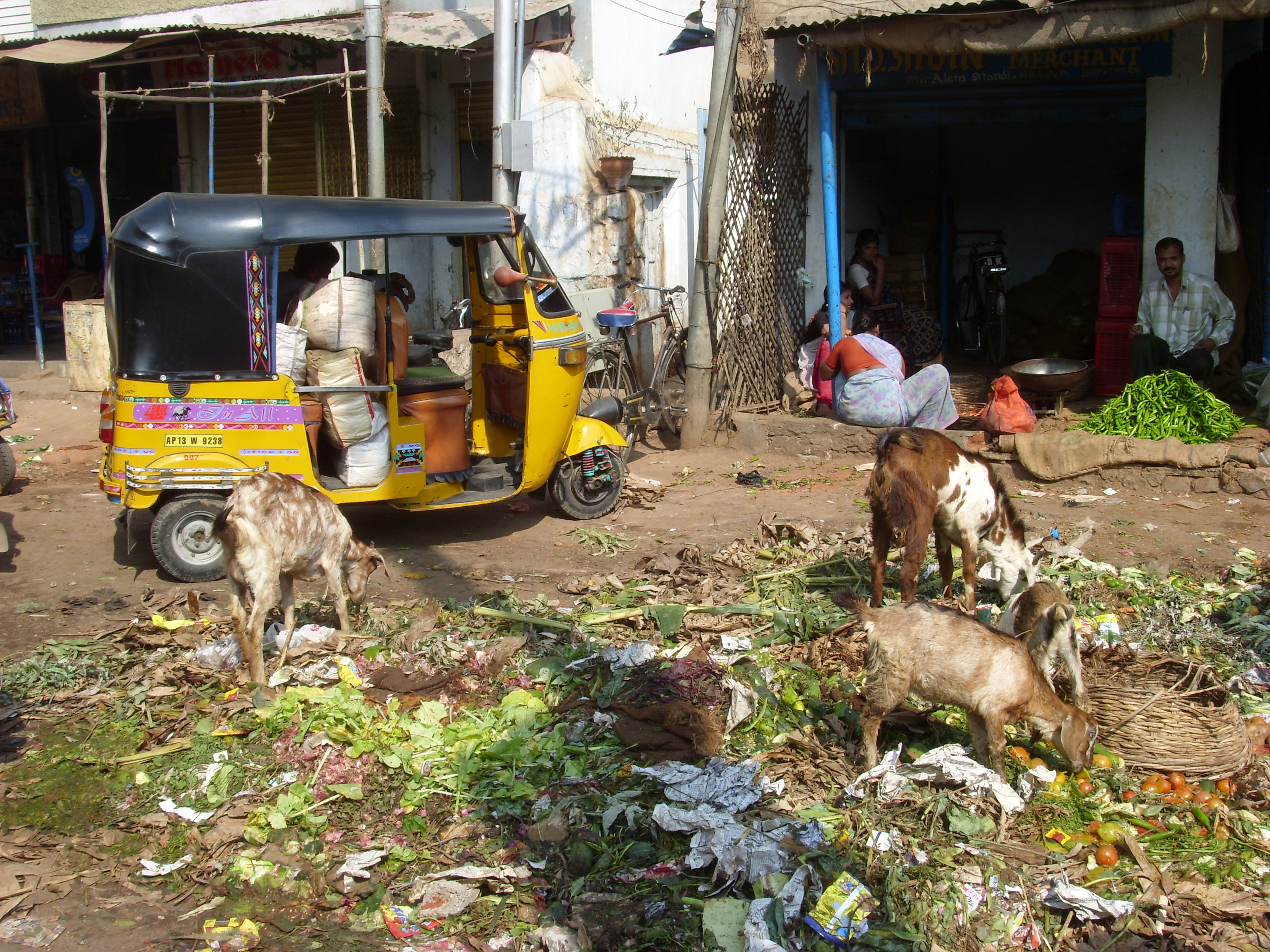
نفايات خضراوات ملقاة في سوق بحيدر آباد، الهند.

المخلفات الخضراء (بالإنجليزية: Green waste)‏ هي مخلفات قابلة للتحلل، تتألف بشكل رئيسي من مخلفات المسطحات الخضراء، مخلفات الأشجار والشجيرات، والأسيجة النباتية، بالإضافة إلى مخلفات الأغذية المنزلية والتجارية. تتميز هذه الفضلات بكونها خضراء لاحتواءها على نسبة عالية من النيتروجين، بعكس المخلفات البنية، والتي تحوي على نسبة عالية من الكربون.
غالبًا ما تجمع النفايات الخضراء في أماكن ذات حاويات تابعة للبلدية أو من خلال شركات مقاولات خاصة لإدارة النفايات، كما أنها تخضع لمراجعة مستقلة. يستخرج الغاز الحيوي من النفايات الخضراء القابلة للتحلل، والذي يمكن استخدامه كوقود حيوي. ويمكن استخدام النفايات الخضراء كالمحاصيل غير الغذائية لإنتاج الإيثانول السليولوزي.

## وصلات خارجية
- إدارة النفايات | المخلفات الخضراء